# Roodkapje (lied)
Roodkapje is een nummer van de Nederlandse folkband Pater Moeskroen. Het liedje verscheen in 1987 voor het eerst op het album Alle 7 Tips, dat in eigen beheer werd uitgebracht. Als Pater Moeskroen in 1991 het album Aan De Macht uitbrengt wordt het nummer ook daar op gezet. Het wordt uitgebracht als leadsingle en komt tot de tweede plaats in zowel de Nationale Top 100, waar het in totaal zeventien weken in te vinden was, als in de Top 40, waar het in totaal veertien weken in stond. Het lied werd geschreven door Ad Grooten en Ton Smulders. De productie was in handen van Peter Koelewijn.
In 2020 werd er een remake gemaakt onder de titel Mondkapje naar aanleiding van de coronapandemie.